# Успенская церковь (Уппсала)
Успенская церковь (швед. Theotokos avsomnande kyrkan) — православная церковь юрисдикции ИПЦ Греции (Синод Хризостома), расположенная на Старом кладбище в городе Уппсала, в Швеции.

## История
Церковь была построена в 1883—1884 годах по проекту архитектора Карла Экхольма и использовалась для отпеваний, проходивших на Старом кладбище в городе Уппсала.
С 1973 года использовалась как складское помещение, а в 1981—1982 годах была использована для съёмок фильма Ингмара Бергмана «Фанни и Александр».
В сентябре 2001 года церковь была освящена епископом Макариупольским Иоанном (Дёрло) в честь Успения Пресвятой Богородицы.